# Kaniavos miškai
Kaniavos miškai este o arie protejată (sit de importanță comunitară — SCI) din Lituania întinsă pe o suprafață de 5.701,84 ha, integral pe uscat.

## Localizare
Centrul sitului Kaniavos miškai este situat la coordonatele 54°03′22″N 24°43′17″E / 54.0561°N 24.7215°E.

## Înființare
Situl Kaniavos miškai a fost declarat sit de importanță comunitară în noiembrie 2021 pentru a proteja 1 specie de animale.

## Biodiversitate
Situată în ecoregiunea boreală, aria protejată conține 13 habitate naturale: Lacuri și iazuri distrofice naturale, Pajiști calcaroase din nisipuri xerice, Pajiști fino-scandinave uscate până la mezice, bogate în specii de altitudine mică, Fânețe de joasă altitudine (Alopecurus pratensis, Sanguisorba officinalis), Turbării active, Mlaștini turboase de tranziție și turbării mișcătoare, Taiga vestică, Păduri fino-scandinave bogate în ierburi cu Picea abies, Păduri caducifoliate de mlaștină fino-scandinave, Păduri pe pante, grohotișuri și ravene de Tilio-Acerion, Mlaștini împădurite, Păduri aluvionare cu Alnus glutinosa și Fraxinus excelsior (Alno-Padion, Alnion incanae, Salicion albae), Păduri central-europene de pin scoțian cu licheni.
La baza desemnării sitului se află o specie protejată de  nevertebrate: libelule (Leucorrhinia pectoralis).
Pe lângă speciile protejate, pe teritoriul sitului au mai fost identificate 3 specii de nevertebrate.